# Solar Attack
Solar Attack (Solar Strike) è un film per la televisione del 2006 di genere fantascienza / catastrofico distribuito da CineTel Films e Lions Gate Entertainment, diretto da Paul Ziller e interpretato da Mark Dacascos, Joanne Kelly e Louis Gossett Jr..

## Trama
Lo scienziato multimilionario Lucas Foster, preoccupato delle conseguenze del surriscaldamento globale, ha finanziato un progetto per mandare una navetta spaziale con equipaggio in orbita intorno alla Terra con la scopo di raccogliere dati sulla composizione dell'atmosfera. È infatti convinto che a causa dell'inquinamento la concentrazione di metano nell'atmosfera sia notevolmente aumentata, raggiungendo il 5% del totale. 
Mentre Foster si prepara a lanciare la navetta Galileo, il fittizio centro di ricerca SNEL (Solar and Near Earth Laboratory), finanziato dal governo degli Stati Uniti, sta osservando un aumento dell'attività solare, con brillamenti ed espulsioni di massa coronale, chiamate CME.
Nel frattempo alcuni sottomarini russi stanno svolgendo una esercitazione nelle acque internazionali di fronte all'Islanda, e dei sottomarini americani sono mandati a verificare che non ci siano sconfinamenti da parte dei russi. 
Mentre la navetta Galileo è in orbita intorno alla Terra, una CME colpisce l'atmosfera generando un incendio che distrugge il veicolo spaziale. I dati raccolti fino a quel momento confermano però i timori di Foster sull'aumento della concentrazione di metano. Dopo che altre CME iniziano a colpire i satelliti intorno alla Terra, facendoli precipitare al suolo, Foster si reca allo SNEL, dove lavora anche la sua ex moglie dottoressa Joanna Parks, per mettere in guardia gli scienziati e il presidente americano dei suoi timori : se la tempesta di CME colpisce l'atmosfera terrestre in un punto dove essa non è protetta dallo strato di ozono a causa dei buchi causati in esso dall'inquinamento, il metano in essa contenuto rischia di prendere fuoco, generando un incendio di dimensioni globali che consumerà in poche ore l'ossigeno presente nell'aria, portando alla morte di tutti gli essere viventi. Il capo del centro di ricerca è invece convinto che le preoccupazioni di Foster siano prive di fondamento.
A causa del rischio di perdere i satelliti per le comunicazioni, il presidente americano convince il suo omologo russo a sospendere l'esercitazione dei sottomarini, richiamando a sua volta i sottomarini statunitensi, ma i satelliti vengono distrutti prima che tutti i mezzi militari possano essere contattati. 
Nelle ore successive una nuova tempesta di CME provoca ingenti danni in tutti il pianeta, e una in particolare distrugge completamente la Nuova Zelanda, mentre osservatori dall'Australia riferiscono di avere visto il cielo trasformarsi in una nuvola di fuoco nella direzione del paese vicino. Ciò porta gli scienziati dello SNEL a ricredersi in merito alla teoria di Foster. 
Il multimilionario spiega agli scienziati del centro ricerca e al presidente americano che una grande CME in procinto di colpire la Terra sopra il Polo nord, dove si trova uno dei buchi nell'ozono, porterà all'incendio di tutto il metano presente nell'atmosfera. Ma l'incendio potrebbe essere spento rilasciando nell'atmosfera milioni di tonnellate di vapore acqueo, creato colpendo il Polo Nord con missili nucleari. Tali missili dovranno però essere lanciati da un sottomarino che si trovi nelle vicinanze, perché se lanciati da terra sarebbero a loro volta distrutti dalle CME. 
Mentre al centro ricerche studiano i dettagli del lancio dei missili, Foster parte in elicottero per la costa della Groenlandia, al largo della quale dovrebbe trovarsi uno dei sottomarini russi non avvertito dell'annullamento dell'esercitazione, l'unico mezzo dotato di missili nucleari che si trovi vicino alla zona dove lanciare i missili contro il polo. Lo scienziato riesce a salire a bordo del sottomarino, comandato da un suo vecchio amico, e a spiegargli la situazione. Grazie a un cavo di comunicazione sottomarino, il comandante riesce a mettersi in contatto con il presidente russo e ad avere l'autorizzazione al lancio dei missili. Nonostante la presenza di un sommergibile americano, che fa fuoco contro i russi dal momento che questi hanno sconfinato in acque territoriali islandesi, il lancio dei missili ha successo e l'incendio dell'atmosfera viene fermato. 

## Produzione e distribuzione
Il film è stato girato a Hamilton e a Toronto, nello stato dell'Ontario in Canada.
È stato distribuito da CineTel Films e Lions Gate Entertainment a partire dal 25 maggio 2006.